# Darwinia macrostegia
Darwinia macrostegia är en myrtenväxtart som först beskrevs av Porphir Kiril Nicolai Stepanowitsch Turczaninow, och fick sitt nu gällande namn av George Bentham. Darwinia macrostegia ingår i släktet Darwinia och familjen myrtenväxter. Inga underarter finns listade i Catalogue of Life.